# Oscar Bernardi
José Oscar Bernardi, känd som Oscar, född 20 juni 1954, är en brasiliansk före detta fotbollsspelare och tränare. Han spelade sju år i både Ponte Preta och São Paulo hemma i Brasilien. Oscar var även med i Brasiliens trupp till VM 1978, VM 1982 samt VM 1986.
Efter spelarkarriären har Oscar Bernardi tränat olika lag i Brasilien, Japan och Saudiarabien.

## Meriter
- Silverbollen i Brasilien: 1977
- Årets spelare i Japan: 1988
- Årets lag i Japan: 1988, 1989